# Siedlung am Fischtalgrund

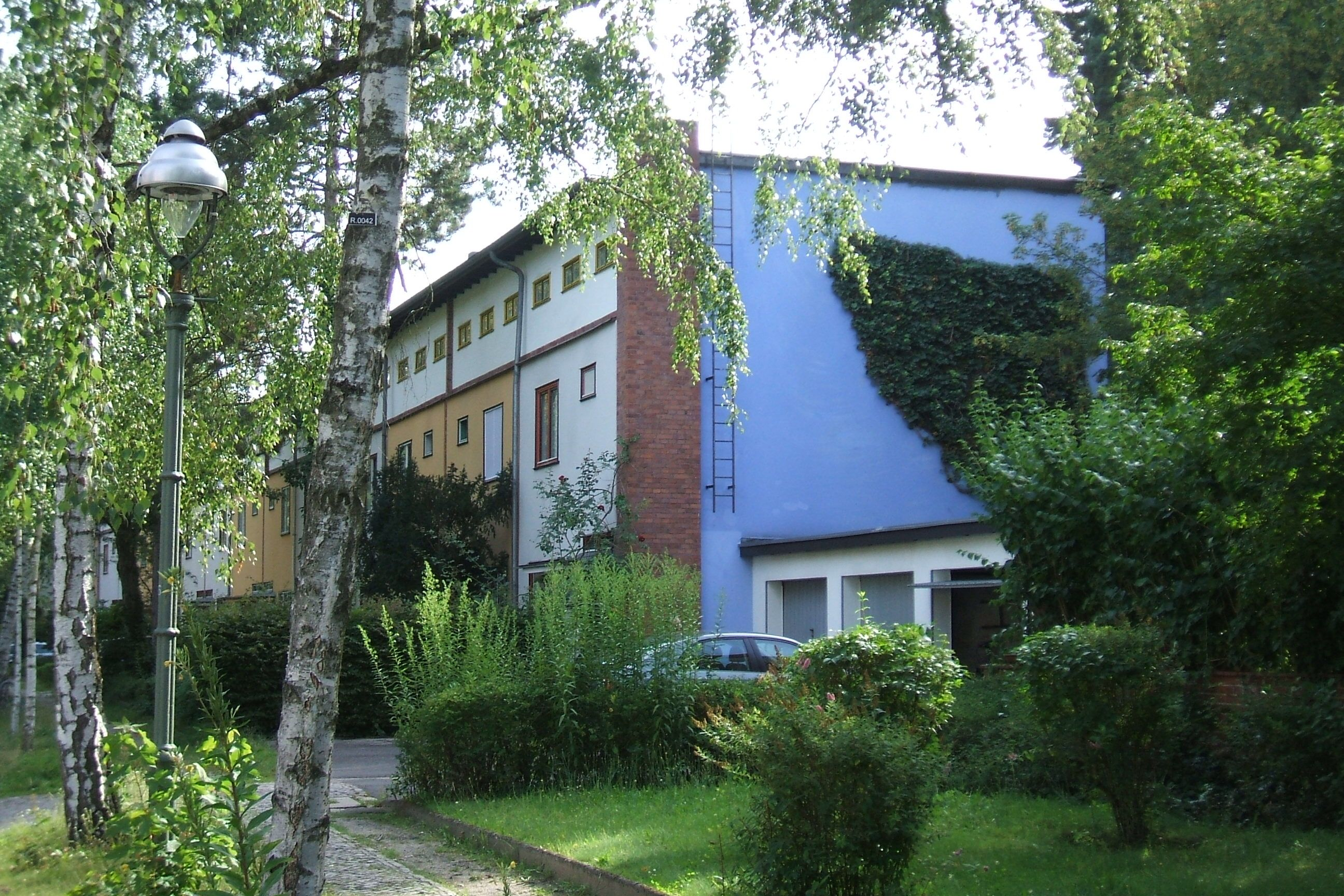
Berlin, Am Fischtal.

Siedlung am Fischtalgrund i Berlin-Zehlendorf skapades 1928 i samband med tioårsfirandet av GAGFAH. 
Det var från början ett försöksområde med 75 egnahem och 40 våningar i flervåningshus som visade på utställningen Ausstellung Bauen und Wohnen. Arkitekter som deltog var Hans Gerlach, Ernst Grabbe, Wilhelm Jost, Fritz Keller, Alexander Klein, Arnold Knoblauch, Paul Mebes och Paul Emmerich, Hans Poelzig, Erich Richter, Emil Rüster, Fritz Schopohl, Paul Schmitthenner, Georg Steinmetz, Karl Weißhaupt och Gustav Wolf. Heinrich Tessenow var koordinator.